# Tawfiq Tarek
Tawfiq Tarek (auch Tawfik Tarek, * 1877 in Damaskus; † 1940 in Beirut) war ein syrischer Maler und Architekt.

## Biografie
Tawfik gilt als bedeutender Künstler der syrischen Kunstszene seiner Zeit. Er war Avantgardist in seiner Kunst und seinem Denken.
Im Jahr 1877 wurde er in Damaskus in einer wohlhabenden Familie geboren. Als Tawfik zehn Jahre alt war, starb sein Vater. Der Reichtum seiner Mutter ermöglichte ihm das Studium der Architektur auf der École des Beaux Arts in Paris. Hier erlebte er die französische Kunstszene, die ihn nachhaltig beeinflusste. Nach seinem Studium kehrte er 1905 zurück nach Damaskus und arbeitete dort als Architekt und Maler. Er restaurierte etliche Moscheen und bedeutende historische Gebäude, unter anderem die Minarette und Mosaiken der Omayyadenmoschee. Er war mit wichtigen syrischen Persönlichkeiten befreundet, unter anderem mit Abd al-Rahman Pasha al Yusef, dem damaligen Amir al-Haj wie auch dem damaligen syrischen Präsidenten Sheikh Taj Al-Hassani.

## Im Ersten Weltkrieg
Tawfiq Tarek diente als Offizier im osmanischen Heer. 1917 geriet er in britische Kriegsgefangenschaft in Palästina. Allerdings gelang ihm die Flucht durch eine List: Bei einem Rundgang mit britischen Offizieren durch die Altstadt von Damaskus betrat er die Omayyadenmoschee vor den Offizieren und durch deren Unwissenheit, dass diese über mehrere Ein- und Ausgänge verfügt, gelang ihm unbehelligt durch ein anderes Tor an der Seite der Omayyadenmoschee die Flucht und er verschwand in der Menschenmenge.

## Über Tawfiks Kunst
Die Motive seiner Bilder waren Damaskus und seine Umgebung sowie auch historische Gebäude, beispielsweise die Omayyadenmoschee und die Damaszener Altstadt. Außerdem malte Tawfik Porträt von Persönlichkeiten seiner Zeit, wie das Porträt des Sheikh Taher al-Jazaeri. Seine historischen Bilder sind von großer Bedeutung für die Arabische Geschichte.
Ausgewählte Kunstwerke sind:
- Die Schlacht von Huttin (gemalt 1940 in Beirut), das Bild hängt heute im Empfangssaal des syrischen Präsidentenpalastes in Damaskus.
- Saida brennt (gemalt 1938 in Beirut), im Privatbesitz, das Bild stellt den Überfall des Römischen Heeres der Stadt Saida 350 n. Chr. dar. Es war vorgesehen für die Weltausstellung 1938/39 in New York. * Porträt des Großmuftis von Damaskus Sheikh Badr ad-din Al-Hassani, das Werk befindet sich im Besitz der Familie Al-Hassani.

- Saida brennt
- Die Schlacht von Huttin
- Bagdad-Fontäne in Damaskus

Tawfiq Tarek war eine intellektuelle Persönlichkeit und verfügte über ein ausgeprägtes Wissen in vielen verschiedenen Bereichen, neben der Kunst und Architektur, wie Astronomie, Geschichte, Politik. Er sprach mehrere Sprachen fließend. Er bevorzugte die klassische Malerei im und gilt als Vorreiter der syrischen Kunstszene und als Vorbild für nachfolgende Generationen syrischer Künstler. Seine Bilder zeigen vor allem die arabisch-syrische Atmosphäre des Landes; sie sind sehr lebendig detailliert.
Als 1925 das Land unter französisches Mandat fiel, verließ er Damaskus und ging nach Beirut. Hier konnte er sich in der Beiruter Gesellschaft etablieren und malte Auftragsarbeiten bis zu seinem Tod. Durch mehrere Reisen nach Palästina konnte er seinen Einfluss hierhin erweitern. So verband ihn eine enge Freundschaft mit der Familie Abu al-Huda, die viele seiner Bilder besaß. 1940 malte er sein letztes Bild Die Schlacht von Huttin. Er starb im selben Jahr in Beirut und wurde in Damaskus beigesetzt.
Mit der Gründung des Staates Israel 1948 gingen viele seiner Bilder auf der Flucht der Al-Huda-Familie verloren.